# 橋口伝蔵
橋口 伝蔵（はしぐち でんぞう）は、幕末の薩摩藩士。同藩士・橋口与三次の次男。諱は兼備。

## 経歴
天保2年（1831年）鹿児島城下で誕生。江戸で安井息軒に学び、後に江戸藩邸の記録所書記となった。
文久2年（1862年）橋口壮介らと江戸を脱して上洛し、有馬新七らと佐幕派の九条尚忠や酒井忠義襲撃を画策する。しかし京都寺田屋で集合中に島津久光に派遣された鎮撫使側の奈良原繁らによって斬殺された（寺田屋騒動）。
明治24年（1891年）、従四位を追贈された。